# Henri-Louis Duhamel du Monceau
Henri-Louis Duhamel du Monceau (Pithiviers, 20 de julio de 1700-París 13 de agosto de 1782) fue un ingeniero naval, físico, jurista, botánico, químico, agrónomo, inspector general de la marina y escritor científico francés. Participó en la fundación de la Académie de marina de Brest, el 31 de julio de 1752, y publicó Les éléments d'architecture navale (Elementos de arquitectura naval).

## Biografía

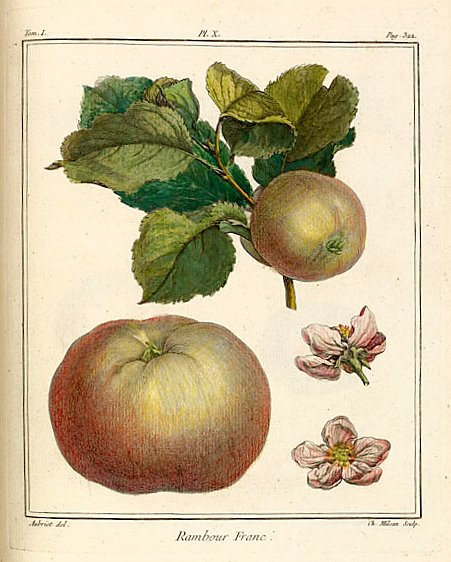
Plancha del Tratado de los Árboles Frutales Tomo I, Henri-Louis Duhamel du Monceau, 1768.

Siguiendo los deseos de su padre Alexandre Duhamel, lord de Denainvilliers, comenzó estudios de derecho (1718-1721) mas su pasión era la botánica, dominio donde se distinguía. En 1728, presentó a la Academia de las Ciencias Francesa una memoria sobre una enfermedad contagiosa que afectaba al azafrán, una de las producciones de la región de Gatinés. En 1731, la Academia le confíó el estudio de la mejora de maderas destinadas a la construcción naval. Duhamel fue asistido por el conde de Buffon (1707-1788). Sus trabajos le valieron para entrar a la Academia de Ciencias en 1738.
Se especializó en técnicas de producción silvícola y contribuyó con la Academia con más de sesenta memorias sobre la marina, la agricultura y el comercio.
Fue un autor muy prolífico, competente, verdaderamente de espíritu enciclopedista. Imprimió dieciséis volúmenes de su colección de la Academia a partir de 1761, publicando las obras más importantes de la agronomía francesa, el Traité de la culture des terres (6 tomos, 1750 a 1761), adaptación crítica de Jethro Tull, completada por los resultados de sus propias experimentaciones y las de sus correspondientes en toda Europa, y los Éléments d’agriculture (1762), síntesis del todo. En su dominio de Denainvilliers, Gatinés, hizo una verdadera estación de agricultura experimental. Sus funciones en la marina lo hicieron un especialista de las maderas y su Traité des arbres (1755) un excelente aporte.
Publicó Éléments d’architecture navale (1752) que servirán de base para fundar en 1765, bajo el patronato del duc de Choiseul, la Escuela de Ingenieros-constructores de Naves Reales, anterior a la Escuela Nacional Superior de Técnicas Avanzadas.
En su Art du serrurier (1762), Duhamel du Monceau repasa los preceptos de Mathurin Jousse para distinguir las diversas clases de hierro, y la mejor manera de usarlos: en conocer bien la calidad del hierro examinando su grano  . Sus preceptos conducirían a la metalografía.
En un comentario sobre el Art de l'Épinglier (1761), hizo mención de la división del trabajo en un texto que inspira más tarde a Adam Smith (1723-1790) para su muy célebre Riqueza de las Naciones. Adam Smith repensó en 1776 sus expresiones, y usa el ejemplo de la fabricación de alfileres :

No hay nadie que no se sorprenda del pequeño precio de los alfileres; mas la sorpresa aumenta sin dudas cuando uno se entera de las muchas y diferentes operaciones, muchas de ellas muy delicadas, indispensables para hacer un buen alfiler. Si quisiéramos explicar en pocas palabras esas operaciones y sus detalles; esa enumeración nos obligará a un gran artículo que también mostrará la división del trabajo.

Según las prácticas de la época, Duhamel du Monceau constituyó una colección de máquinas que se mantendrían célebres entrado el siglo XX.
Duhamel realizó con Buffon (1707-1788) muchas experiencias de crecimiento de las maderas, y admite, antes de Benjamin Franklin, la identidad de los rayos y de la electricidad.

## Sobre la apicultura
Escribió la obra Art du chandelier. Candlemaking. 1761. 41 pp.; traducida al castellano como Arte de cerero por orden de la Junta General de Comercio, Monedas y Minas, con aprobación de S. M. siendo aumentada con notas y datos sobre las cosechas de cera en la Provincias de España, en donde se puede hacer acopio de ella por Miguel Jerónimo Suárez y Núñez que era el archivero de la referida Junta en 1777.

## Sobre ritmos biológicos endógenos
En su libro titulado Physique des arbres hizo referencia a los movimientos de la planta heliotropa Mimosa pudica, citando el trabajo de Jean Jacques d’Ortous de Mairan de 1729. Para salir de dudas con respecto a los datos obtenidos por de Mairan repitió el mismo experimento pero, esta vez, no sólo eliminando la entrada luminosa, poniéndola en oscuridad absoluta, sino manteniéndola en un ambiente de temperatura constante. Comprobó, para su asombro, que de Mairan tenía razón, que la planta sensitiva abría sus hojas durante el día y las cerraba durante la noche aún sin contacto directo con la luz solar, pero además que la planta tampoco seguía las variaciones de temperatura. 
Escribió: «...Estos movimientos comunes a casi todas las hojas “empannées”  son sobre todo muy sensibles en las hojas de la planta que llamamos Sensitiva espinosa. Lo que ha dado pie al señor de Mairan a observar (Historia  de la Academia, 1729) que, aunque esta planta fuese colocada en un lugar muy oscuro y a una temperatura bastante uniforme, no dejaba de cerrarse todas las noches y de abrirse todas las mañanas, como si hubiese estado expuesta al día. Esta observación me hizo desear conocer lo que ocurriría con esta planta colocándola en una oscuridad aún más perfeccionada. Una mañana del mes de agosto transporté un pie de sensitiva a un sótano (o una bodega) que no tenía tragaluz y que estaba precedido de otro; las sacudidas del transporte hicieron que las hojas de dicha sensitiva se cerraran. Al día siguiente, a las diez de la mañana, éstas estaban abiertas, pero no tanto como lo habrían estado al aire libre. Se quedaron abiertas todo el tiempo durante varios días; sin embargo, se cerraban cuando se tocaban sus ramas, pero se abrían poco después. Saqué la planta del sótano a las diez de la noche, con mucho cuidado de no sacudirla: las hojas siguieron abiertas durante la noche y el día siguiente, pero por la noche se cerraron. Como el resultado de este experimento difiere del propio del señor de Mairan, me propuse asegurarme de si esta diferencia venía de que la oscuridad era más completa en este sótano que en el lugar donde el señor de Mairan había realizado su experimento. Para ello coloqué una maceta de sensitiva en un baúl de piel bien cerrado que se encontraba en un cuarto y lo cubrí con mantas de lana muy gruesas. Aunque conseguí mantener la planta en una oscuridad perfecta, se abría por la mañana y se cerraba por la noche, como en el experimento del señor de Mairan: con seguridad este hecho no depende de la luz, puesto que en los invernaderos calientes se ve que esta planta se cierra en verano hacia las siete de la tarde, cuando aún es pleno día y el calor es fuerte en ese tipo de invernaderos: es más, he visto pies de sensitiva colocados en invernaderos calientes cerrarse todas las noches, aunque se hubiera aumentado el calor de las calderas. Se puede concluir de estos experimentos que los movimientos de la sensitiva no dependen en esencia ni de la luz ni del calor. He experimentado que la luz artificial de una antorcha no produce ningún efecto sobre la sensitiva. Sin embargo, en los días de calor, esta planta es más sensible, se abre más por el día y se cierra mejor durante la noche: digo un día de calor y no un sol vivo, ya que no es raro ver las sensitivas expuestas al sol cerrarse a mediodía. Un pie de sensitiva bien abierto bajo una campana se cierra en poco tiempo si se retira dicha campana, aunque se haya llevado cuidado de no mover  la planta. Una rama de sensitiva separada de su pie se abre por la mañana, se cierra por la noche y es sensible al tacto: esta propiedad perdura incluso durante varios días si el extremo de la rama está en agua...».        

## Principales publicaciones

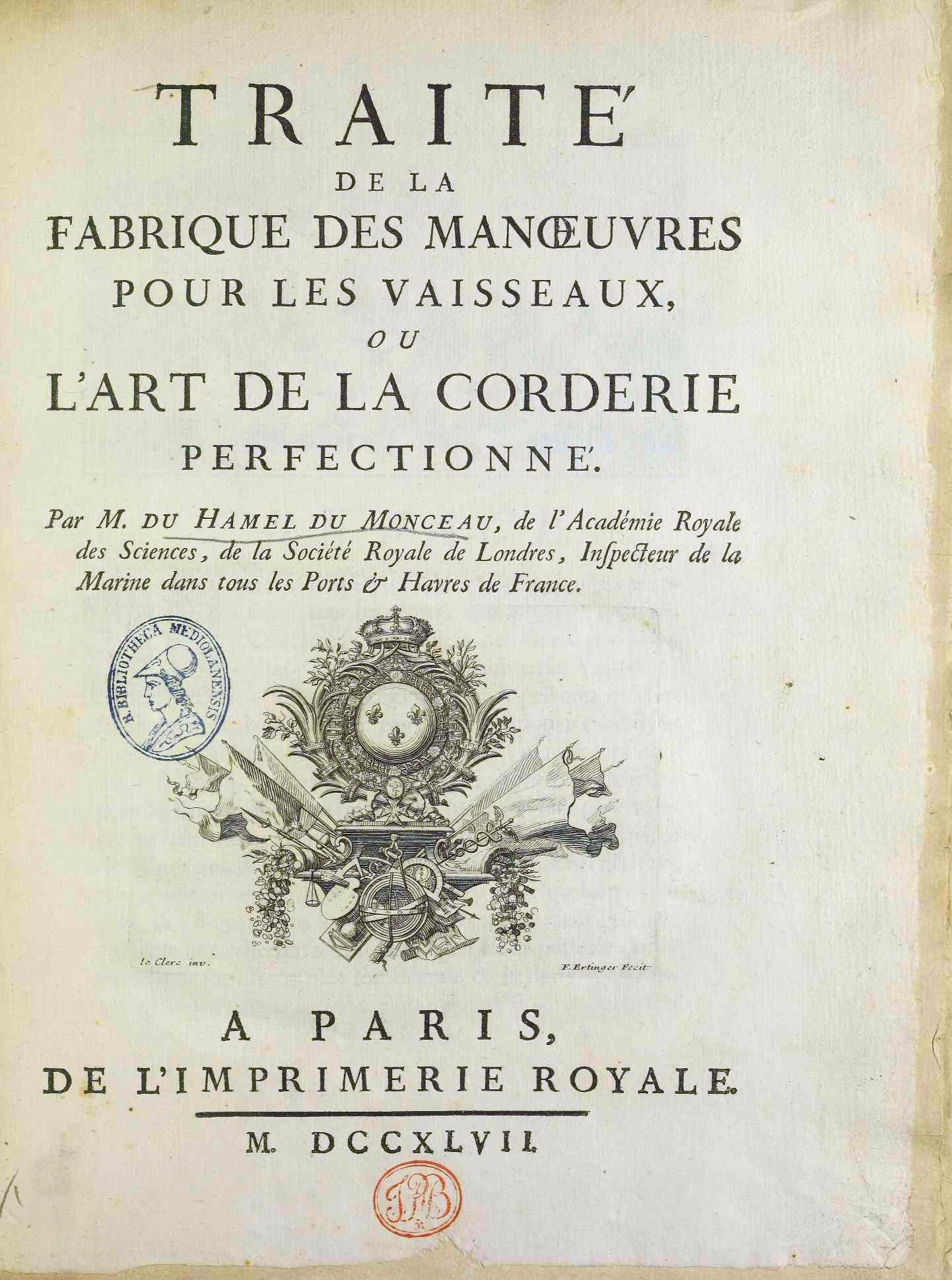
Traité de la fabrique des manoeuvres pour les vaisseaux, 1747

1. Diverses observatioos économiques sur les abeilles. Mem. Acad. Paris 1754. pp: 331-341
2. Deutsche Uebers: 0ekonomische Anmerkungen über die Bienen. Mené physie. Belustig. 1771 vv. 2. Ablh. 1. p. 81—95. Neues Hamh. Magaz. Stück 104. p. 127
3. 1773. Tratado del cuidado y aprovechamiento de los montes y bosques: Corta, Poda, Beneficio y UsoLink en Google
4. 1764. Art du chandelier. Candlemaking. 1764. 41 pp. Link en Google
5. 1777. Arte de cerero. Traducido por Miguel Jerónimo Suárez y Núñez y Pedro Marín. Publicado en 1777. Con licencia en Madrid. En la Imprenta de D. Pedro Marin. Link en Google
6. Stevenson, H., M. Duhamel du, et al. 1766. The gentleman gardener instructed in sowing, planting, pruning and grafting seeds, plants, flowers, and trees; : also in the manner of making wines from the fruits of the garden; and in the management of bees. To which is added the Gardener's Kalendar, shewing the particular work to be done every month in the kitchen-garden, fruit-garden, and pleasure-garden. London, Printed for J. Hinton at the King's-Arms in Pater-noster-row.

## Otros trabajos
- Traité de la fabrique des manœuvres pour les vaisseaux, ou l'Art de la corderie perfectionné, 1747
- Traité de la culture des terres. 6 vols., 1751-1761en línea 2 3 5 6
- Traité de la conservation des grains et en particulier du froment, 1753
- Traité des arbres et arbustes qui se cultivent en France en pleine terre. 2 vv. 1755Texte en ligne 1 2
- Mémoires sur la garance et sa culture, avec la description des étuves pour la dessécher et des moulins pour la pulvériser (1757)
- Élémens de l'architecture navale. 1758
- La Physique des arbres. 1758en línea 1 2
- École d'agriculture. 1759
- Moyens de conserver la santé aux équipages des vaisseaux, avec la manière de purifier l'air des salles des hôpitaux, et une courte description de l'hôpital Saint-Louis, à Paris. 1759
- Des Semis et plantations des arbres et de leur culture. 1760
- Éléments d'agriculture. 1762
- De l'Exploitation des bois, ou Moyens de tirer un parti avantageux des taillis, demi-futaies et hautes-futaies, avec la Description des arts qui se pratiquent dans les forests. 1764en línea 1 2
- Traités des arbres fruitiers. 1768 Texto en línea, lo más completo del siglo XVIII sobre la materia
- Des Pêches maritimes et fluviatiles, 1769

La mayoría de sus obras se reimprimieron con incrementos por Pierre-Antoine Poiteau (1766-1854), Pierre J.F. Turpin (1775-1840), Jean-Élie Bertrand (1713-1797), Étienne Michel
- La abreviatura «Duhamel» se emplea para indicar a Henri-Louis Duhamel du Monceau como autoridad en la descripción y clasificación científica de los vegetales.[5]

## Abreviatura (zoología)
La abreviatura Duhamel  se emplea para indicar a Henri-Louis Duhamel du Monceau como autoridad en la descripción y taxonomía en zoología.